# Filharmonia Gorzowska
Filharmonia Gorzowska – miejska instytucja kultury. Jej gmach położony jest w centrum Gorzowa Wielkopolskiego, przy ulicy Dziewięciu Muz. Od kwietnia 2021 dyrektorem Filharmonii jest Joanna Pisarewicz.
Do imprez cyklicznych organizowanych przez Filharmonię należy m.in. cykl niedzielnych koncertów familijnych. W 2017 roku w organizowanych przez Filharmonię koncertach udział wzięło 39 000 osób.

## Budynek Filharmonii
Filharmonia jest obiektem kompleksu gorzowskiego Centrum Edukacji Artystycznej. Budowa obiektu Centrum Edukacji Artystycznej – Filharmonia Gorzowska została zrealizowana ze środków budżetu Miasta oraz przy wsparciu funduszy zewnętrznych. W ramach unijnej dotacji Lubuskiego Regionalnego Programu Operacyjnego Miasto otrzymało na jej budowę 32,7 mln złotych.  Obiekt  Filharmonii to I etap inwestycji. Jego koszt to 138 mln złotych. W kolejnych latach integralną częścią infrastruktury Centrum ma się stać kompleks szkół artystycznych oraz Dolina Muzyczna –  naturalna, zewnętrzna widownia wydarzeń plenerowych. Parking podziemny na 400 samochodów oraz Aleja Dziewięciu Muz. Do dyspozycji gości jest dziedziniec wypoczynkowy otwarty, szatnia, bufet dla publiczności oraz foyer górne i dolne.

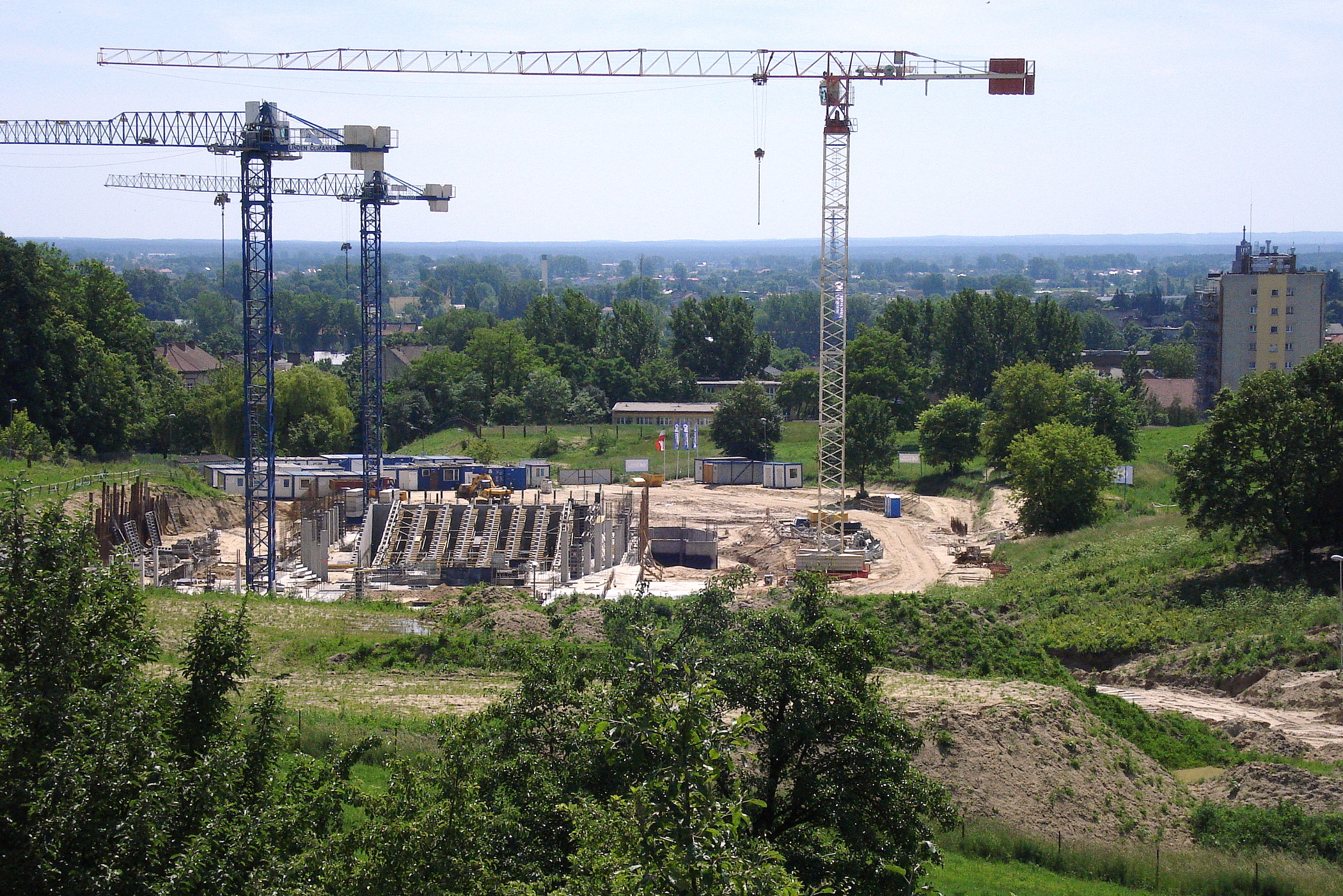
Budowa (2009)
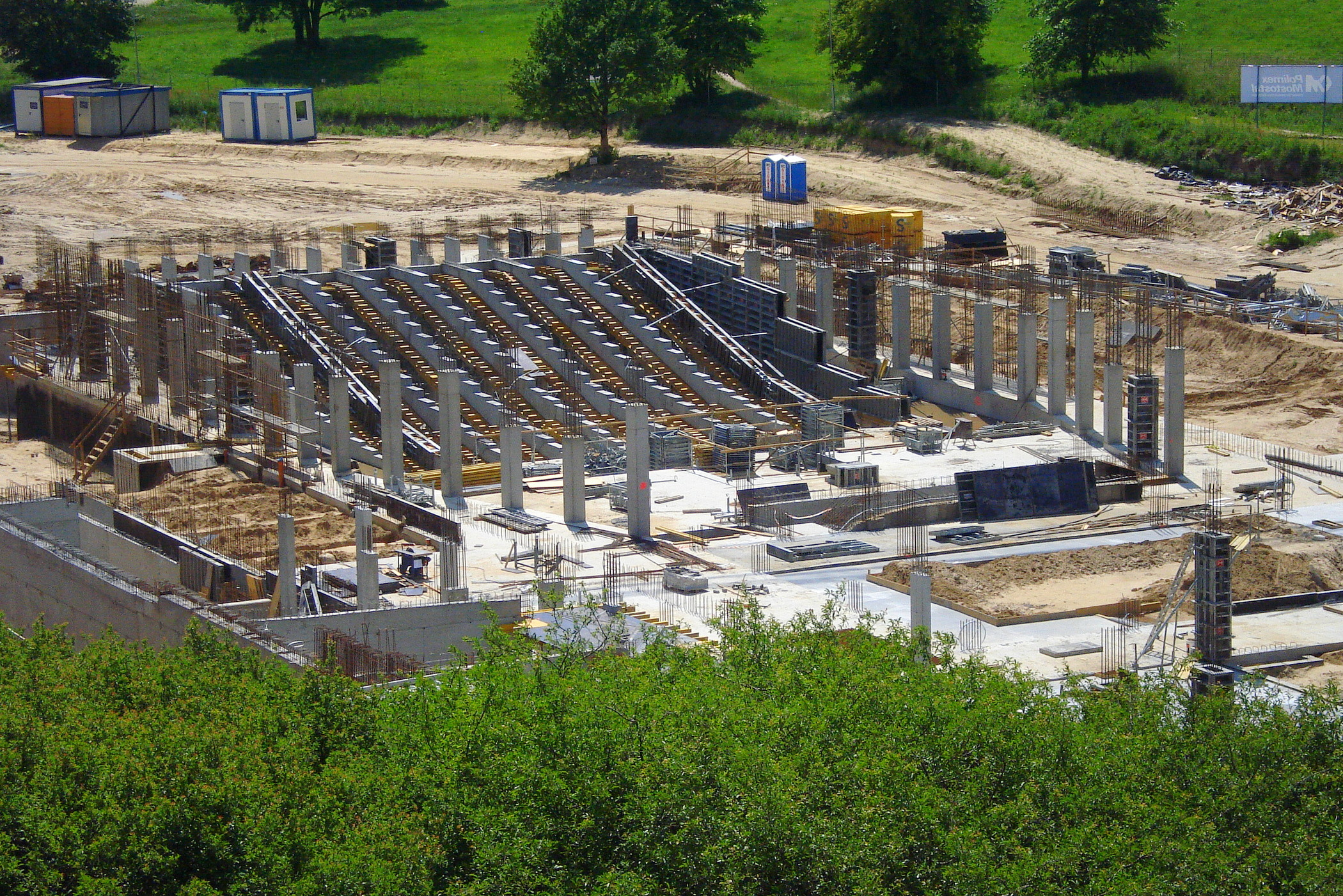
Budowa (2009)
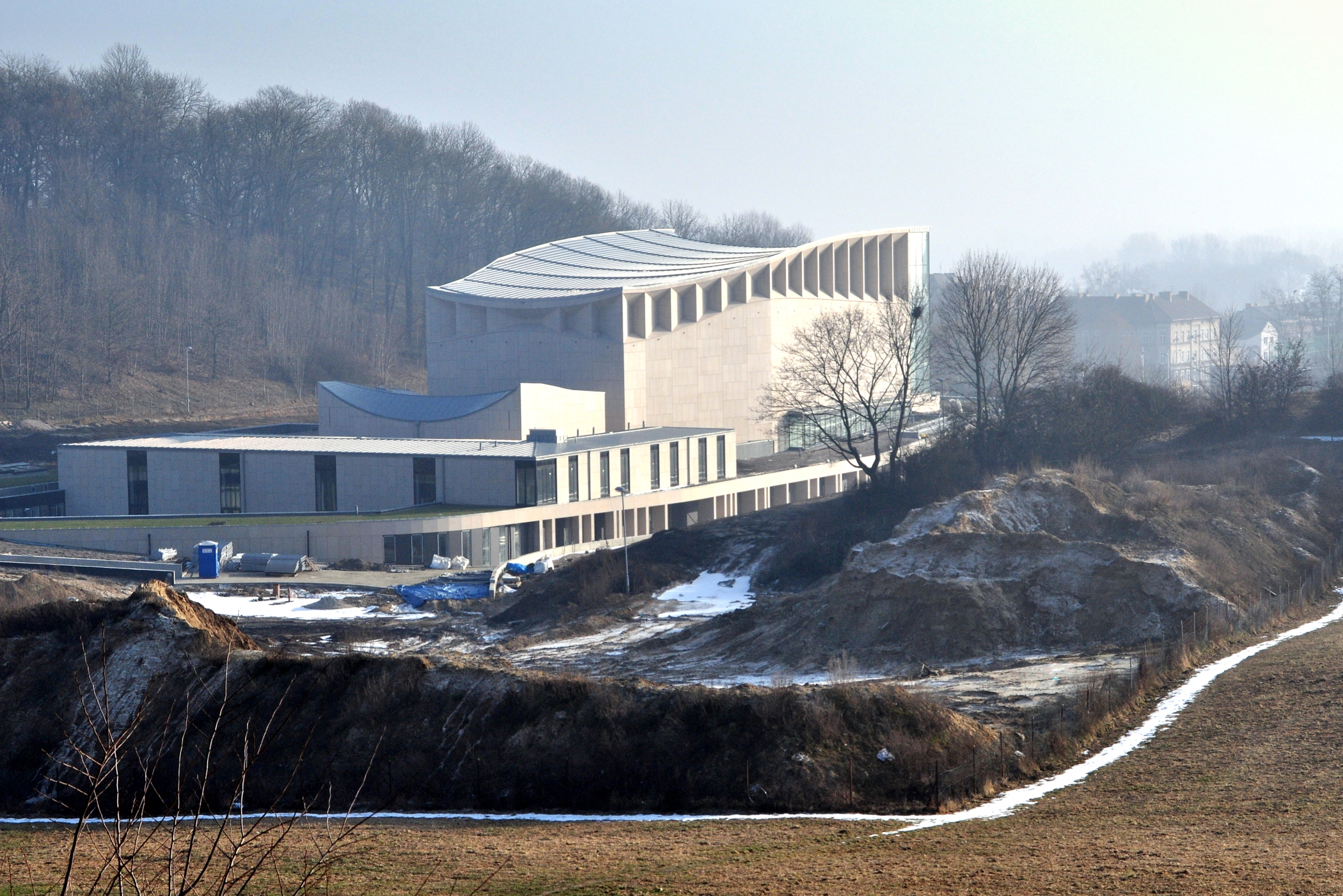
Budowa (2011)
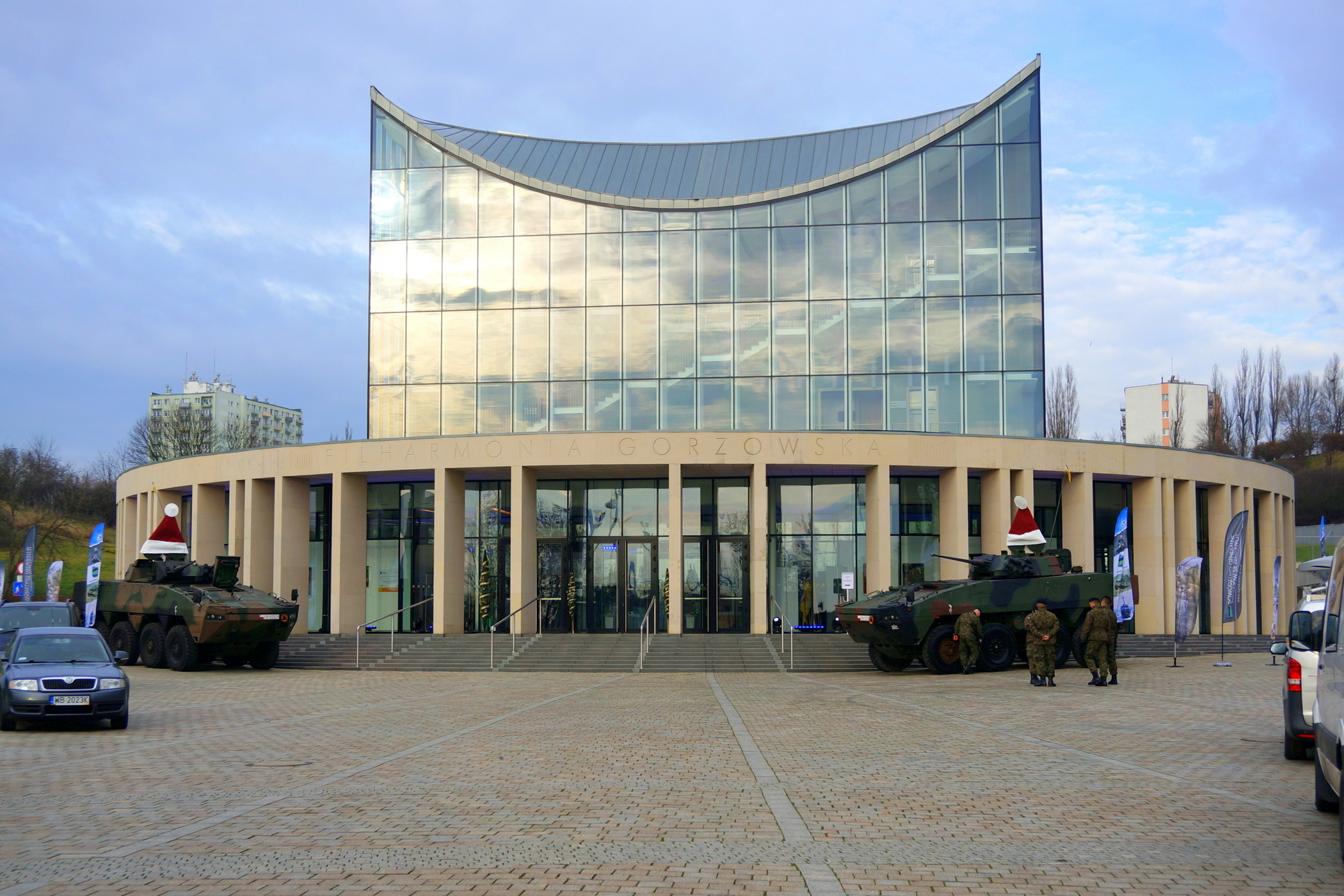
Transportery opancerzone podczas spotkania opłatkowego żołnierzy (2015)
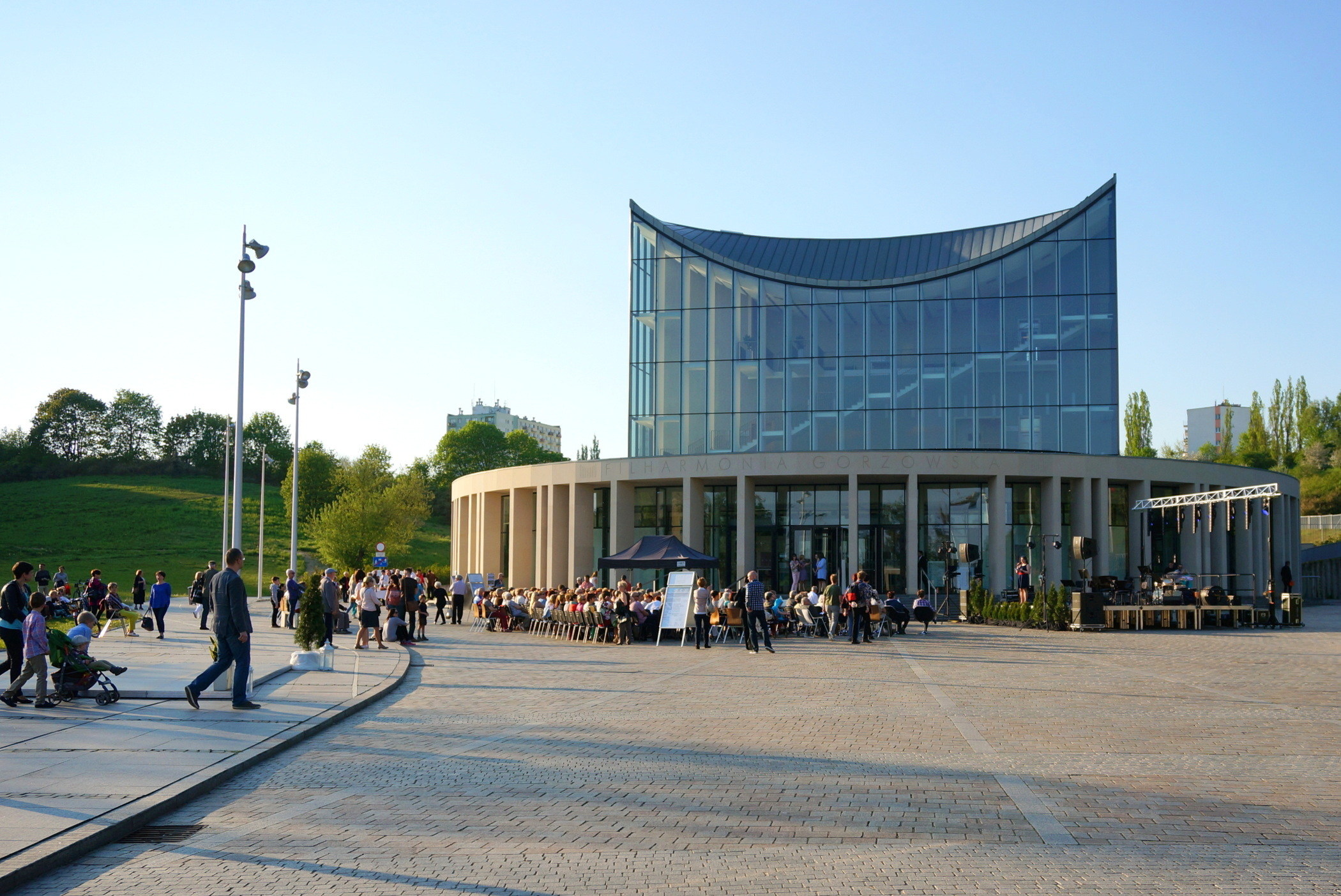
Koncert na Placu Sztuk (2016)
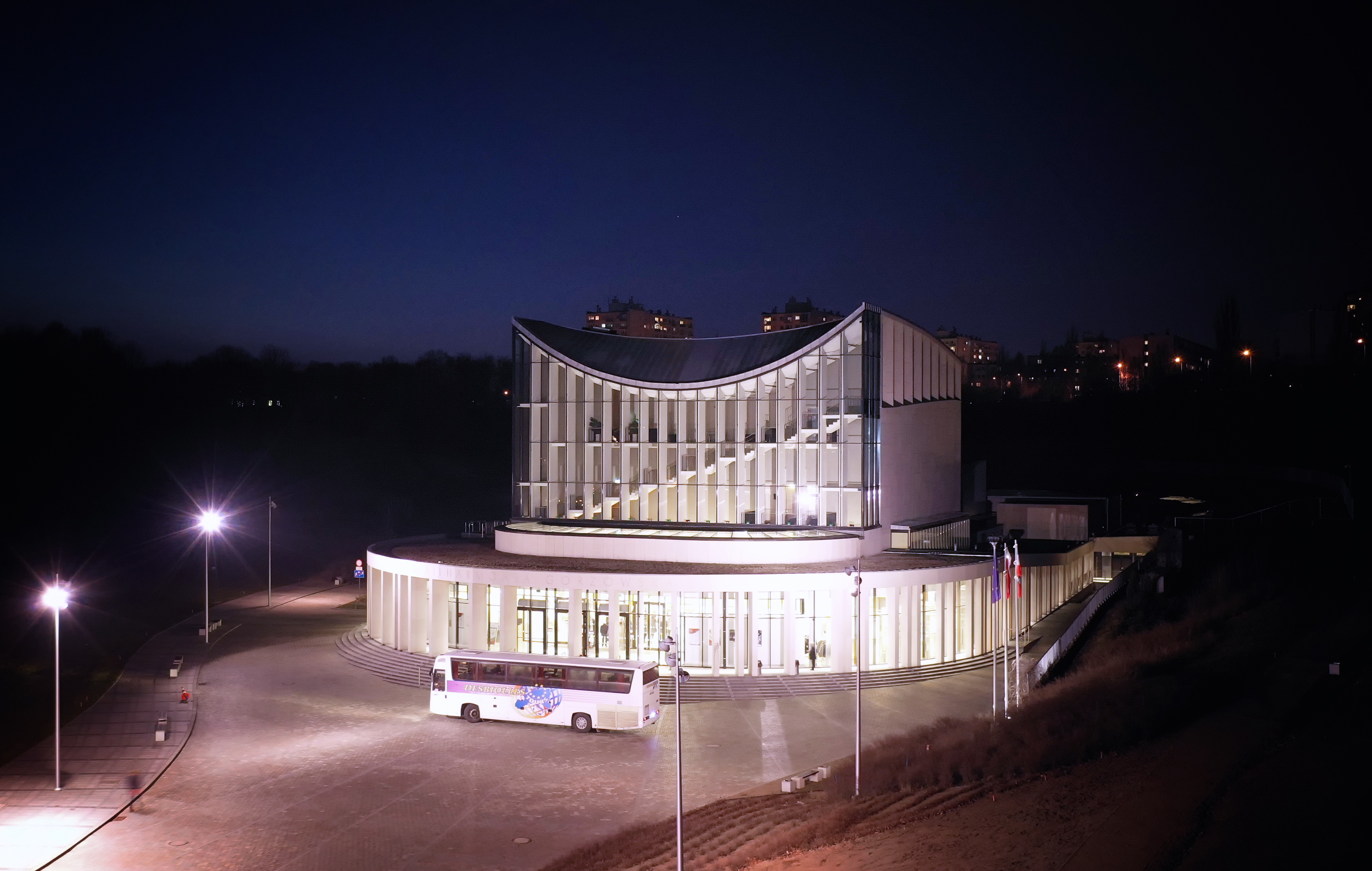
Filharmonia wieczorem

### Sale koncertowe
Filharmonia dysponuje sześcioma salami: główną koncertową z 598 miejscami, kameralną (na 150 osób) oraz czterema salami prób (po dwie dla sekcji smyczkowych i dętych).
- powierzchnia – 1000 m²
- scena – 186 m²
- widownia główna – 401,6 m²
- widownia – 78,3 m²
- widownia na antresoli – 25 m²
- praktykabl chóru – 31,2 m²

Jest to pierwsza w Polsce sala koncertowa o zmiennym scenariuszu dźwiękowym. Posiada 15 mobilnych reflektorów akustycznych (330 × 360 cm) wiszących nad sceną, mobilne dwustronne (strona pochłaniająca i odbijająca dźwięki) dyfuzory sceniczne oraz zwieszaną kurtynę akustyczną, stanowiącą – w zależności od potrzeb – tło odbijające lub pochłaniające fale dźwiękowe.

## Orkiestra
Jest pierwszą gorzowską orkiestrą złożoną z etatowych muzyków. Działalność rozpoczęła wraz z inauguracją Filharmonii Gorzowskiej w maju 2011 roku. Jej założycielem i dyrektorem był Piotr Borkowski. Członkami orkiestry są muzycy z Polski, Włoch, Niemiec, Południowej Afryki i Japonii. Debiutem koncertowym było wykonanie wspólnie z Orkiestrą Miasta Frankfurt nad Odrą IX Symfonii Ludwiga van Beethovena.
Od kwietnia 2017 do 2020 Orkiestra Filharmonii Gorzowskiej pracowała pod dyrekcją prof. Jacka Kraszewskiego.

## Dyrektorzy
- Krzysztof Nowak –  dyrektor naczelny (maj 2011 – sierpień 2012)[6][7][8]
- Piotr Borkowski – dyrektor artystyczny (maj 2011 – październik 2012)
- Krzysztof Świtalski (wrzesień 2012 – marzec 2013)[9]
- Małgorzata Pera (kwiecień 2013 – październik 2016)[10]
- Adriana Chodarcewicz (październik 2016 - marzec 2017)
- Mariusz Wróbel (od marca 2017)
- Joanna Pisarewicz (od kwietnia 2021)